# ORP Wytrwały (1951)
ORP Wytrwały – polski ścigacz okrętów podwodnych z okresu zimnej wojny, a wcześniej radziecki BO-344 i MPK-344, jeden z ośmiu pozyskanych przez Polskę okrętów projektu 122bis. Okręt został zwodowany 29 marca 1951 roku w stoczni numer 340 w Zielenodolsku, a do służby w Marynarce Wojennej ZSRR przyjęto go w sierpniu tego roku. W 1957 roku jednostka została wydzierżawiona przez Polskę i 15 grudnia tego roku weszła w skład Marynarki Wojennej. Okręt, oznaczony podczas służby znakami burtowymi DS-47 i 367, został skreślony z listy floty w lipcu 1970 roku.

## Projekt i budowa
Prace nad dużym ścigaczem okrętów podwodnych, będącym rozwinięciem ścigaczy proj. 122A, rozpoczęły się w ZSRR w 1943 roku. Ostateczny projekt jednostki powstał w biurze konstrukcyjnym CKB-51 w Gorki w 1944 roku. W porównaniu do poprzedników nowe okręty miały większą wyporność, doskonalsze uzbrojenie ZOP i wzmocniony kadłub, a przez to wzrosła ich dzielność morska. W 1946 roku rozpoczęto ich produkcję seryjną, budując łącznie 227 okrętów .
Na początku lat 50. w Państwowej Komisji Planowania Gospodarczego i Sztabie Generalnym Wojska Polskiego zapadły decyzje o rozpoczęciu licencyjnej budowy ścigaczy projektu 122bis w polskich stoczniach. W styczniu 1953 roku przygotowana w Zielenodolsku dokumentacja techniczna (pod oznaczeniem proj. 125) dotarła do Polski, jednak kłopoty z uruchomieniem produkcji okrętów wymusiły w październiku 1954 roku decyzję o rezygnacji z ich budowy w kraju. W zamian postanowiono zakupić lub wydzierżawić w ZSRR gotowe jednostki tego typu.
BO-344 (ros. Bolszoj Ochotnik – Большой Охотник – „duży ścigacz”) zbudowany został w stoczni numer 340 im. A.M. Gorkiego w Zielenodolsku (nr budowy 506) . Stępkę okrętu położono 10 lutego 1951 roku, a zwodowany został 29 marca 1951 roku . BO-347 także powstał w stoczni numer 340 w Zielenodolsku (nr budowy 509); jego stępkę położono 31 marca 1951 roku, a wodowanie odbyło się 25 maja tego roku .

## Dane taktyczno-techniczne

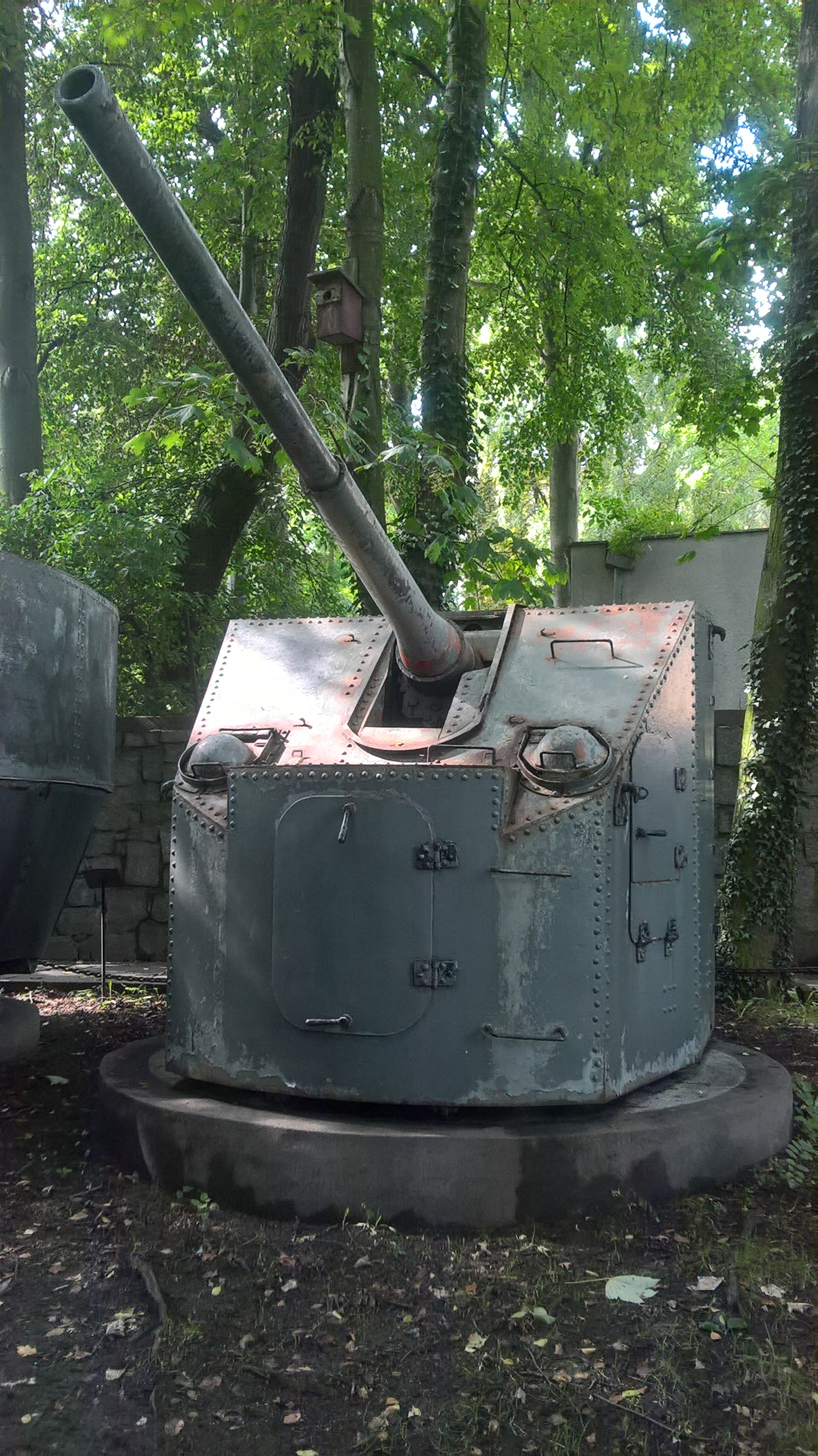
Armata morska 90-K kal. 85 mm pochodząca z jednego ze ścigaczy proj. 122bis, Muzeum Marynarki Wojennej w Gdyni

Okręt był dużym, pełnomorskim ścigaczem okrętów podwodnych. Długość całkowita wynosiła 52,2 metra (49,5 metra na konstrukcyjnej linii wodnej), szerokość 6,6 metra i zanurzenie 2,2 metra . Kadłub podzielony był na dziesięć przedziałów wodoszczelnych i miał na większej części dno podwójne. Wyporność standardowa wynosiła 302 tony, a pełna 336 ton.
Okręt napędzany był przez trzy silniki wysokoprężne 9D o mocy 809 kW (1100 KM) każdy, z których dwa zewnętrzne umieszczone były w maszynowni dziobowej, a środkowy – w przedziale rufowym. Trzy wały napędowe, połączone z silnikami sprzęgłami zębatymi typu 4MA, poruszały trzema trójłopatowymi śrubami o średnicy 1,13 metra każda. Maksymalna prędkość okrętu wynosiła 18,7 węzła, a ekonomiczna 12 węzłów. Okręt zabierał 18 ton paliwa, co pozwalało osiągnąć zasięg wynoszący 3000 Mm przy prędkości 8,5 węzła lub 399 Mm przy prędkości 18,5 węzła. Energię elektryczną zapewniały dwa generatory wysokoprężne DG-18 . Autonomiczność wynosiła 10 dób .
Uzbrojenie artyleryjskie jednostki stanowiło umieszczone na dziobie, osłonięte tarczą pancerną, pojedyncze działo kalibru 85 mm L/52 90-K, z zapasem amunicji wynoszącym 230 sztuk. Kąty ostrzału wynosiły 0–155° na każdą burtę, kąt podniesienia lufy od -5 do +85°, donośność pozioma 15 500 metrów (pionowa 10 500 metrów), a teoretyczna szybkostrzelność 18 strz./min. W części rufowej znajdowały się dwa pojedyncze działka plot. kal. 37 mm 70-K L/73 (również osłonięte tarczami pancernymi), z zapasem amunicji wynoszącym 1000 sztuk na lufę. Kąt podniesienia lufy wynosił od -10 do +85°, donośność pozioma 8400 metrów (pionowa 5000 metrów), a teoretyczna szybkostrzelność 150 strz./min. Prócz tego na okręcie zamontowano trzy podwójne stanowiska wielkokalibrowych karabinów maszynowych 2M-1 kal. 12,7 mm L/79, z zapasem 2000 sztuk amunicji na lufę (jedno na dziobie, za działem kal. 85 mm i dwa za kominem na pokładzie przy burtach). Kąt podniesienia lufy wynosił od -10 do +90°, donośność pozioma 3500 metrów (pionowa 1500 metrów), a teoretyczna szybkostrzelność 250 strz./min. Broń ZOP stanowiły dwa rakietowe miotacze bomb głębinowych RBU-1200 na dziobie jednostki (z zapasem 32 bomb RGB-1, a później RGB-12), dwa miotacze typu BMB-1 i dwie zrzutnie bomb głębinowych B-1 (z łącznym zapasem 30 bomb). Alternatywnie okręt mógł przenosić do 18 min .
Wyposażenie uzupełniał trał kontaktowy KPT-1, fumator DA-3 i 10 świec dymnych MDSz. Wyposażenie radioelektroniczne obejmowało radiostację R-609, dwa kompasy magnetyczne, żyrokompas Kurs-4, log 1R-2, echosondę NEŁ-3, sonar Tamir-11 oraz radar Lin’.
Załoga okrętu składała się z 54–55 oficerów, podoficerów i marynarzy .

## Służba

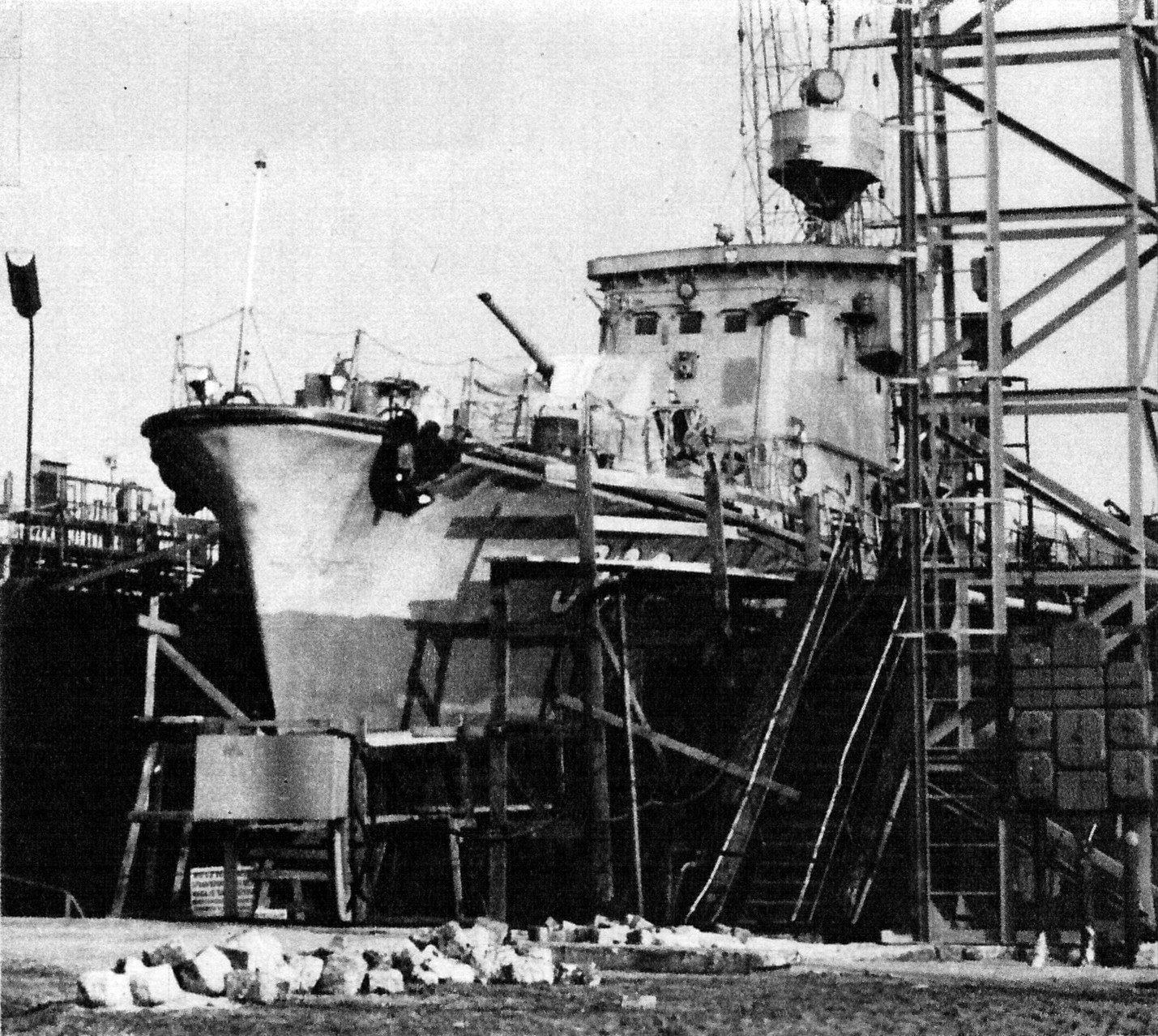
Remont jednego z polskich ścigaczy proj. 122bis

BO-344 został przyjęty do służby w Marynarce Wojennej ZSRR 16 sierpnia 1951 roku . Okręt służył początkowo w 8. (północnej) Flocie Bałtyckiej. W 1952 roku na ścigaczu stację radiolokacyjną Gjujs-1M wymieniono na nowszy model Nieptun, a w latach 1954–1955 zamiast Nieptuna zamontowano radar Lin’; wymieniono też sonar Tamir-10 na Tamir-11. 24 grudnia 1955 roku ścigacz przyporządkowano połączonej Flocie Bałtyckiej. 27 grudnia 1956 roku w związku ze zmianą klasyfikacji okręt otrzymał nazwę MPK-344 (ros. Małyj Protiwołodocznyj Korabl) .
1 sierpnia 1957 roku, na mocy zawartego z ZSRR porozumienia, jednostka została wydzierżawiona przez Polskę na okres pięciu lat (wraz z bliźniaczymi ścigaczami „Zwinny”, „Zręczny” i „Groźny”) . 15 grudnia 1957 roku na Oksywiu ścigacz pod nazwą ORP „Wytrwały” został przyjęty w skład Marynarki Wojennej, rozkazem Ministra Obrony Narodowej nr 072/Org. z 13 grudnia. Nazwa okrętu nawiązywała do cechy charakteru, jaką m.in. powinien charakteryzować się żołnierz. Pierwszym polskim dowódcą jednostki został por. mar. Erwin Chojnacki. Okręt z oznaczeniem burtowym DS-47 (od „Duży Ścigacz”) wszedł w skład II grupy poszukująco-uderzeniowej Dywizjonu Dozorowców i Dużych Ścigaczy Brygady Obrony Wodnego Rejonu Głównej Bazy, stacjonując na Helu. Zadaniem jednostki było poszukiwanie i zwalczanie wrogich okrętów podwodnych oraz eskorta własnych okrętów, zespołów desantowych i statków handlowych.
W marcu 1958 roku „Wytrwały” wziął udział w ćwiczeniach pod Ustką, a w czerwcu uczestniczył w doświadczalnych strzelaniach przeciwlotniczych do worka zrzucanego przez samolot Ił-28 na poligonie w Wicku Morskim. 5 lipca okręt wziął udział w akcji ratowniczej załogi radzieckiego wodnosamolotu, a w październiku uczestniczył w ćwiczeniach z użyciem bojowych środków trujących. W 1958 roku wyposażenie radioelektroniczne jednostki uzupełniono o system rozpoznawczy „swój-obcy” typu Kremnij-2, składający się z urządzenia nadawczego Fakieł-MZ i odbiorczego Fakieł-MO.
21 maja 1959 roku „Wytrwały” wyszedł na spotkanie przybywających do Gdyni duńskich okrętów. W czerwcu ścigacz uczestniczył w paradzie z okazji obchodów Dni Morza w Szczecinie, obserwowanej przez I sekretarza KC PZPR Władysława Gomułkę, premiera Józefa Cyrankiewicza, ministra obrony narodowej gen. broni Mariana Spychalskiego, dowódcę MW kadm. Zdzisława Studzińskiego i I sekretarza Bułgarskiej Partii Komunistycznej Todora Żiwkowa. W dniach 9–15 lipca OORP „Wytrwały” i „Żubr” eskortowały zbiornikowiec Z-1 w rejsie do Zatoki Kilońskiej, w drodze powrotnej płynąc wzdłuż wybrzeża Szwecji. Na przełomie lipca i sierpnia okręt wziął udział w ćwiczeniach bałtyckich flot Układu Warszawskiego.
4 stycznia 1960 roku numer burtowy okrętu został zmieniony na 367 . W tym roku „Wytrwały” wziął też udział w obchodach Dni Morza, zostając udostępniony do zwiedzania w Gdyni, Gdańsku i Sopocie.
Od stycznia 1961 roku okręt włączono do Dywizjonu Ścigaczy, nadal bazując na Helu. W drugiej połowie maja sześć ścigaczy proj. 122bis (OORP „Wytrwały”, „Zręczny”, „Zwinny”, „Czujny”, „Nieugięty” i „Zwrotny”) wzięło udział w ćwiczeniach artyleryjskich pod Ustką. W czerwcu „Wytrwały”, „Zręczny”, „Zwrotny” i „Zwinny” w ramach obchodów Dni Morza zostały udostępnione do zwiedzania w Gdańsku, Gdyni, Sopocie i Kołobrzegu.
W dniach 3-10 lutego 1962 roku nieopodal Świnoujścia OORP „Wytrwały”, „Zwinny”, „Czujny” i „Zawzięty” uczestniczyły w kolejnych ćwiczeniach ZOP bałtyckich flot Układu Warszawskiego. Między 7 a 14 maja wszystkie polskie ścigacze proj. 122bis wzięły udział w rejsie nawigacyjno-szkoleniowym wzdłuż południowego wybrzeża Morza Bałtyckiego na trasie od Helu poprzez Kołobrzeg, Świnoujście, Szczecin (do którego zawinęło pięć okrętów), Sassnitz i Warnemünde (gdzie dotarły trzy jednostki, w tym „Wytrwały”); trasa powrotna prowadziła przez Ustkę na Hel. Od 17 do 21 maja cały Dywizjon Ścigaczy uczestniczył w ćwiczeniach osłony desantu i zabezpieczenia jego przebiegu; pod koniec maja i 7 czerwca ścigacze przeprowadziły ćwiczenia artyleryjskie. Po zakończeniu okresu dzierżawy jednostka wraz z pozostałymi siedmioma ścigaczami została zakupiona przez polski rząd od ZSRR (łączny koszt ośmiu okrętów wyniósł 200 tys. zł). Od 28 września do 7 października siedem okrętów proj. 122bis (z „Wytrwałym”, a bez „Groźnego”) wzięło udział w manewrach sił morskich UW oznaczonych kryptonimem Bałtyk 62, które odbyły się u wybrzeży Polski i NRD.
Od 2 stycznia 1963 roku do 6 lipca 1964 roku okręt przebywał w stoczni, przechodząc remont średni (wiązało się to z przeniesieniem jednostki do II rezerwy i zmniejszeniem liczebności załogi do kilkunastu osób - oficera mechanika i 12 marynarzy).
W trzeciej dekadzie maja 1965 roku OORP „Wytrwały”, „Zwinny” i „Groźny” uczestniczyły w ćwiczeniach Brygady Obrony Wodnego Rejonu Głównej Bazy w Zatoce Puckiej, podczas których doskonalono umiejętności nocnego pobierania i stawiania min, strzelań przeciwlotniczych i konwojowania statków. 1 czerwca okręt przyporządkowano do 11. Dywizjonu Ścigaczy 9. Flotylli Obrony Wybrzeża. 27 czerwca OORP „Wytrwały”, „Zwinny”, „Zawzięty” i „Groźny” wzięły udział w paradzie z okazji święta MW. W grudniu okręt dozorował rejon Cieśnin Duńskich, zostając zastąpiony przez „Groźnego”.
W sierpniu 1966 roku na poligonie koło Ustki OORP „Wytrwały”, „Zręczny” i „Zawzięty” ćwiczyły wykrywanie pól minowych przy pomocy sonaru i niszczenie ich z użyciem rakietowych bomb głębinowych.
8 maja 1967 roku 11 Dywizjon Ścigaczy (bez uszkodzonego „Zawziętego”) rozpoczął udział w ćwiczeniach 9. Flotylli Obrony Wybrzeża, które obejmować miały prócz zwalczania okrętów podwodnych także nocne strzelania, stawianie min, eskortę konwojów czy działania w strefie skażeń bronią masowego rażenia. ORP „Wytrwały”, wchodząc do portu w Gdyni po tarczę artyleryjską, uderzył w falochron i musiał udać się na remont do stoczni. Z powodu zaostrzenia sytuacji międzynarodowej w wyniku wybuchu trzeciej wojny izraelsko-arabskiej w czerwcu podniesiono stan gotowości bojowej ścigaczy, intensyfikując rejsy dozorowe (m.in. w dniach 15–30 czerwca w rejonie Ustki patrolowały „Czujny”, „Wytrwały” i „Groźny”, a od 24 lipca do 10 sierpnia „Zręczny”, „Nieugięty” i „Groźny”). W dniach 12–20 lipca sześć ścigaczy 11. Dywizjonu (prócz „Zwinnego” i „Zawziętego”) wzięło udział w ćwiczeniach całej polskiej floty pod kryptonimem Neptun-67. Na przełomie sierpnia i września jednostka wraz wszystkimi pozostałymi ścigaczami proj. 122bis wzięła udział we wspólnych z Volksmarine ćwiczeniach Wrzesień-67.
W dniach 19–24 lutego 1968 roku okręt wziął udział w ćwiczeniach 9. Flotylli Obrony Wybrzeża, doskonaląc działania ZOP w warunkach użycia broni masowego rażenia. ORP „Wytrwały” znajdował się już wówczas w złym stanie technicznym (podobnie jak pozostałe bliźniacze ścigacze). Rozkaz Dowódcy MW nr 030/DMW z 6 maja 1968 roku wprowadził ograniczenia w eksploatacji zużytych jednostek: mogły pływać do stanu morza 6 i przy maksymalnej sile wiatru 8° B, a „całą naprzód” mogły utrzymywać jedynie przez godzinę i to w wyjątkowych wypadkach. W dniach 10–16 lipca wszystkie ścigacze proj. 122bis uczestniczyły w ćwiczeniach polskiej floty, a pod koniec miesiąca w manewrach sił Układu Warszawskiego pod kryptonimem Północ 68.
W lutym 1969 roku „Wytrwały” i „Zwinny” uczestniczyły w ćwiczeniach ZOP z okrętami radzieckiej Floty Bałtyckiej. Między 14 a 28 września sześć ścigaczy z 11 Dywizjonu (oprócz „Groźnego” i „Zawziętego”) uczestniczyło w wielkich manewrach flot Układu Warszawskiego „Odra – Nysa 69”. Prócz zadań ZOP okręty ćwiczyły eskortowanie konwojów i sił głównych oraz niszczenie zagród minowych, a na koniec wzięły udział w desancie na plażach pod Ustką.
26 stycznia 1970 roku ścigacz stał się jednostką pomocniczą, z przydziałem do 43 Dywizjonu Pomocniczych Jednostek Pływających. Wiosną rozpoczęto rozbrajanie znajdującego się w II rezerwie okrętu, a na jego pokładzie pozostało jedynie dwóch oficerów, 3 podoficerów i 20 marynarzy. Ostatnie opuszczenie bandery odbyło się 16 marca 1970 roku, a rozkazem Dowódcy MW nr 020/Org. z 23 maja okręt został skreślony listy floty 15 lipca 1970 roku.

## Dowódcy okrętu
Zestawienie zostało opracowane na podstawie Rochowicz 2017 ↓, s. 30 i Wierzykowski 2017 ↓, s. 133:
- por. mar. Erwin Chojnacki
- por. mar. Edmund Drożniakiewicz
- por. mar. Adam Sokołowski
- por. mar. Gwidon Paradowski
- por. mar. Zbigniew Kluzowski
- por. mar. Henryk Porzycz